# Военная радиостанция Пьер-сюр-От
Военная радиостанция Пьер-сюр-От (фр. Station hertzienne de Pierre-sur-Haute) — комплекс связи французских вооружённых сил.
Площадь комплекса составляет 30 гектаров. Расположен в коммунах Совен и Жоб на вершине одноимённой горы на границе между регионами Рона — Альпы и Овернь, проходящей по этой территории. В этом же месте была построена гражданская радиомачта. В 2013 году широкий общественный резонанс получила попытка Главного управления внутренней разведки Франции удалить статью об объекте из французской Википедии.

## История
В 1913 году на территории современной радиостанции была построена станция оптического телеграфа. В то время там находилась только небольшая постройка с семафором на вершине.
В 1961 году во время Холодной войны НАТО использовало эту территорию для строительства одной из 82 станций европейской тропосферной системы передачи данных ACE High. В этой сети станция Пьер-сюр-От (её кодовый идентификатор FLYZ) была ретранслятором между станцией Lachens (FNIZ) на юге и Монт-Ут (FADZ) на севере. Она использовала 4 передатчика мощностью по 10 кВт и 16 приемников. Будучи станцией НАТО, ретранслятор работал на американском оборудовании. Дальность его передач составляла 300 км (450 км в максимуме). Типичные выходные мощности в системе составляли от 10 до 50 кВт. Из-за особенностей тропосферной передачи эта связь использовала пространственное кодирование сигнала и разнесение по частотам.
В 1974 году французские ВВС получили контроль над этой станцией. С 1981 по 1987 годы станция была модернизирована. В 1988 году НАТО начало выводить из эксплуатации систему ACE High.

## Инфраструктура
Станция расположена на тридцати гектарах между коммунами Совен и Жоб, на границе между двумя департаментами Луара и Пюи-де-Дом. По периметру окружена высоким забором из дерева и металла. Военный персонал и сотрудники прибывают на вертолёте или по прилегающей дороге, закрытой для пользования гражданскими лицами.

### Строительство
Наиболее заметными зданиями являются две бетонные башни высотой 30 метров, которые с 1991 года используются для приёма и передачи радиосигналов. Они были построены с таким расчётом, чтобы выдержать ядерный взрыв.
Некоторые из зданий используются как гаражи и в качестве жилых помещений, содержащих кухню, столовую и спальню. Они связаны между собой туннелями общей длиной около 300 метров для перемещения между зданиями в условиях высокого снежного покрова зимой.

### Подземные сооружения
Наиболее важной частью комплекса является подземная часть, используемая для передачи отправлений на скорости 2 Мбит/с: информация с башен анализируется, а затем передается соответствующим образом.
Эта часть объекта имеет защиту от химического, биологического и ядерного оружия: бетон защищает от электромагнитного импульса с помощью клетки Фарадея, положительное воздушное давление в комплексе защищает от проникновения извне отравляющих веществ и т. д. Объект имеет запасы воды и автономные резервные источники электроснабжения.

## Попытка удаления статьи из Википедии
В марте-апреле 2013 года сотрудники Главного управления внутренней разведки (DCRI) попытались добиться удаления статьи из французской Википедии, мотивируя это тем, что сведения в статье якобы являются секретными. Фонд Викимедиа попросил объяснений, какие части статьи вызывают претензии, однако DCRI отказалась предоставлять какие-либо дополнительные пояснения. После того как Фонд Викимедиа отказался удалять статью, DCRI оказала давление на администратора раздела Википедии на французском языке Реми Матиса, являющегося гражданином Франции, чтобы он удалил статью:
Согласно заявлению Фонда Викимедиа:

4 апреля Центральное управление внутренней разведки вызвало к себе одного из добровольных участников Википедии. Этого участника, имевшего доступ к инструментам удаления страниц, прямо в офисе управления заставили удалить статью, сообщив, что в противном случае его ждёт задержание и уголовное преследование. Несмотря на разъяснения сотрудникам разведки, что Википедия работает не так, участник под давлением удалил статью, поскольку не имел выбора. Он предупредил остальных администраторов о том, что попытка восстановить статью заставит их отвечать перед законом. Участник не имел никакого отношения к статье, никогда её не редактировал и до прихода в управление даже не знал о её существовании. Его выбрали и вызвали из-за лёгкости опознавания, поскольку он регулярно участвовал в акциях, продвигающих Википедию и проекты Фонда Викимедиа во Франции.
Оригинальный текст (англ.)the DCRI summoned a Wikipedia volunteer in their offices on April 4th. This volunteer, which was one of those having access to the tools that allow the deletion of pages, was forced to delete the article while in the DCRI offices, on the understanding that he would have been held in custody and prosecuted if he did not comply. Under pressure, he had no other choice than to delete the article, despite explaining to the DCRI this is not how Wikipedia works. He warned the other sysops that trying to undelete the article would engage their responsability before the law. This volunteer had no link with that article, having never edited it and not even knowing of its existence before entering the DCRI offices. He was chosen and summoned because he was easily identifiable, given his regular promotional actions of Wikipedia and Wikimedia projects in France.

Позже статья была восстановлена другим участником из Швейцарии. Министерство внутренних дел Франции отказалось комментировать этот инцидент. В результате инцидента статья на время стала наиболее посещаемой страницей французской Википедии. Она была переведена на многие другие языки. Ряд СМИ отметили этот инцидент как пример действия так называемого эффекта Стрейзанд, когда попытки устранить определённую информацию приводят, вопреки намерениям, к привлечению внимания к ней.